# André Brulé
André Brulé (Burdeos, 26 de septiembre de 1879; París, 14 de febrero de 1953), fue un, actor de teatro y cine francés.
Casado con la comediante Ghislaine Dommanget, quien luego se separó para casarse con Luis II, Príncipe de Mónaco. Tuvieron un hijo, Jean Gabriel (1934-).
Fue el creador del personaje Arsenio Lupin en los escenarios franceses en 1908 y en 1940 del personaje de Florent en la pieza teatral Los monstruos sagrados de Jean Cocteau en el Teatro Michel de París. 

## Filmografía
- Paris 1900 - documental - (1946)
- La Part de l'ombre (1945)
- Retour de flamme (1943) .... Sr. De Nogrelles
- L' étrange nuit de Noël (1939) .... Doctor Carter
- Métropolitain (1939) .... Zoltini
- Le château des quatre obèses (1939) ....
- Les gens du voyage (1938) .... Fernand
- Vidocq (1938) .... Vidocq
- Les frères corses [aka] The Corsican Brothers (1917) ....
- Le club des élégants - corto- (1912) .... John Veryle
- Werther - corto - (1910) .... Werther

## Teatro
- 1906 : Chaîne anglaise de Camille Oudinot y Abel Hermant, Teatro del Vodevil.
- 1907 : Paris-New York de Francis de Croisset y Emmanuel Arène, Teatro Réjane.
- 1907 : Monsieur de Courpière de Abel Hermant, Teatro del Ateneo.
- 1907 : Raffles de Ernest William Hornung y Eugene Wiley Presbrey, Teatro Réjane.
- 1908 : Chérubin de Francis de Croisset, Teatro Fémina.
- 1908 : Arsenio Lupin de Francis de Croisset y Maurice Leblanc, Teatro del Ateneo.
- 1911 : L'Enfant de l'amour de Henry Bataille, Teatro de la Porte Saint-Martin.
- 1912 : Le cœur dispose de Francis de Croisset, Teatro del Ateneo.
- 1914 : L'Épervier de Francis de Croisset, Teatro del Ambigú.
- 1920 : L'Homme à la rose de Henry Bataille, puesta en escena por André Brulé, Teatro de París.
- 1920 : Arsenio Lupin de Francis de Croisset y Maurice Leblanc, Teatro de París.
- 1921 : Cœur de lilas de Tristan Bernard y Charles-Henry Hirsch, puesta en escena por André Brulé, Teatro de París.
- 1922 : Le Vertige de Charles Méré, puesta en escena por André Brulé, Teatro de París.
- 1933 : Un homme du Nord de Charles Méré, puesta en escena por André Brulé, Teatro Marigny.
- 1937 : Victoria Regina de Laurence Housman, puesta en escena por André Brulé, Teatro de la Magdalena.
- 1940 : Les Monstres sacrés de Jean Cocteau, Teatro Michel.
- 1948 : Les Enfants d'Edouard de Frederic Jackson y Roland Bottomley, adaptación de Marc-Gilbert Sauvajon, puesta en escena por Jean Wall, Teatro Eduardo VII.